# Laura van der Blij
Laura van der Blij (8 december 1987) is een Nederlands meteorologe en natuurkundige. Van 13 mei tot 1 december 2013 was Van der Blij weervrouw bij RTL Nederland. Sinds januari 2020 presenteerde ze het weer op SBS6.
Van der Blij studeerde natuurkunde aan de Universiteit van Utrecht, waar zij ook haar master voor Meteorologie, fysische oceanografie en klimaat afrondde. Nog tijdens haar studie werd ze assistent meteorologe bij WeerOnline. Na haar studie werkte Van der Blij twee jaar als natuurkundedocent op het Adelbert College waarna ze in 2012 aan de slag ging bij het KNMI als meteoroloog. Anderhalf jaar later werd Van der Blij een van de drie nieuwe gezichten in het weerbulletin van het RTL ontbijtnieuws. Vanaf 1 december 2013 stopt ze op eigen verzoek bij RTL als weervrouw.
Van januari 2020 tot januari 2021 presenteerde ze het weer op SBS6 en Sky Radio.

In 2020 is zij haar eigen weerbedrijf Weer on Demand begonnen en heeft diverse opdrachtgevers zoals Omroep Zeeland, het Scheepvaartmuseum, NPO Radio 5 en diverse bedrijven.
Sinds 25 juni 2021 is ze vervangend weerpresentator voor Huub Mizee op TV West.
Sinds april 2022 werkt zij bij Rijkswaterstaat, maar blijft actief als radio weerpresentator in het weekend.